# Stéphane Veljanovski
Stéphane, ou dans sa forme longue Archevêque d'Ohrid et de Macédoine S. B. Stéphane, en macédonien : Архиепископ Охридски и Македонски г.г. Стефан, né le 1er mai 1955 à Dobrouchevo dans la municipalité de Mogila en Macédoine, est le cinquième archevêque d'Ohrid et de Macédoine, métropolite de Skopje, primat et chef spirituel de l'Église orthodoxe macédonienne.

## Biographie

### Enfance et formations

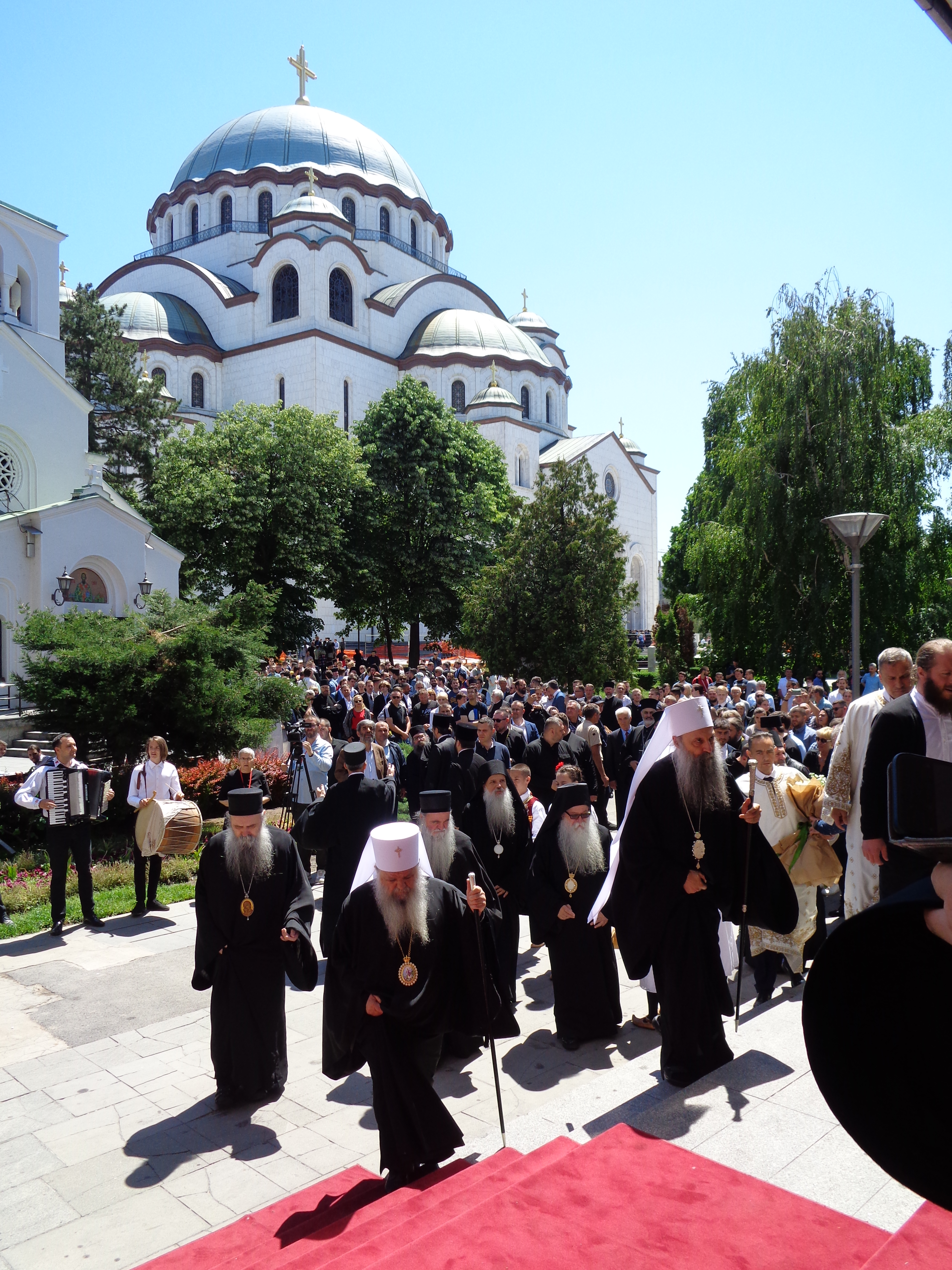
Belgrade, 19.5.2022.

L'archevêque Stéphane, dont le nom de naissance est Stojan Veljanovski (Стојан Вељановски), est né dans le village de Dobrouševo, situé dans la municipalité de Mogila dans le sud de la Macédoine.
En 1969, il commence des études universitaires au Séminaire macédonien de théologie orthodoxe de Saint Clément d'Ohrid à Dračevo, où il obtient son diplôme en 1974. La même année, il poursuit ses études en entrant à la faculté de théologie orthodoxe de l'université de Belgrade où il obtient son diplôme en 1979.
À son retour en Macédoine, le Saint Synode de l'Église orthodoxe de Macédoine le nomme chargé de cours au séminaire de théologie à Skopje. En 1980, part effectuer des études postgrades à l'institut Saint Nicolas des dominicains à Bari en Italie, où il se spécialise en patristique œcuménique ainsi qu'en études gréco-byzantines. En 1982, il y obtient son master.
Lorsqu'il revient en Macédoine, Stéphane devient lecteur à la faculté de théologie orthodoxe de Saint Clément d'Ohrid.

### Vie ecclésiastique
Il prononce ses vœux monastiques au monastère Saint-Naum à Ohrid le 3 juillet 1986, et neuf jours plus tard, le 12 juillet, il est nommé métropolite de Zletovo et Stroumitsa. Peu après, il est ordonné évêque de l'éparchie de Bregalnitsa.
Durant les années qui suivirent, l'évêque Stéphane est doyen de la faculté de théologie de Skopje, porte-parole pour le Saint Synode de l'Église orthodoxe macédonienne, rédacteur en chef du journal officiel de l'Église « Vie de l'Église » (Црковен живот) et secrétaire général de l'archevêché d'Ohrid et de Macédoine.
À Ohrid lors des 9 et 10 octobre 1999, l'Assemblée Nationale de l'Église ― une congrégation de clercs et de laïcs ― élit Stéphane à la tête de l'Église orthodoxe de Macédoine comme primat. En réaction aux inquiétudes concernant l'âge du primat qui n'était que de 44 ans le jour de son élection, le protodiacre Slave Projkovski explique que l'Église orthodoxe de Macédoine croit en les compétences intellectuelles et la maturité morale de Stéphane. Projkovski ajoute cependant que le futur de l'Église ne dépend pas que de l'archevêque Stéphane puisque, étant chef de l'Eglise orthodoxe macédonienne, il n'était que le premier parmi ses pairs.
L'archevêque Stéphane a exhorté à plusieurs reprises les politiciens à soutenir l'Église orthodoxe macédonienne dans le conflit de longue date qui l'oppose à l'Église orthodoxe serbe, qui n'a jamais reconnu la légitimité de cette dernière.

## Sources
- (en)/(mk) Cet article est partiellement ou en totalité issu des articles intitulés en anglais « Stephen Veljanovski » (voir la liste des auteurs) et en macédonien « Архиепископ Охридски и Македонски г.г. Стефан » (voir la liste des auteurs).